# Wijken en buurten in Ouder-Amstel
De Nederlandse gemeente Ouder-Amstel is voor statistische doeleinden onderverdeeld in wijken en buurten. De gemeente is verdeeld in de volgende statistische wijken:
- Wijk 00 (CBS-wijkcode:043700)

Een statistische wijk kan bestaan uit meerdere buurten. Onderstaande tabel geeft de buurtindeling met kentallen volgens het Centraal Bureau voor de Statistiek (2008):
| CBS-buurtcode | Buurtnaam                                              | Inwonertal | Opp. totaal (ha) | Opp. land (ha) | Ligging                |
| ------------- | ------------------------------------------------------ | ---------- | ---------------- | -------------- | ---------------------- |
| BU04370000    | Ouderkerk aan de Amstel                                | 7470       | 221              | 206            | Locatie in de gemeente |
| BU04370001    | Duivendrecht                                           | 4730       | 141              | 135            | Locatie in de gemeente |
| BU04370002    | Industriegebied Amstel                                 | 80         | 114              | 107            | Locatie in de gemeente |
| BU04370006    | Verspreide huizen in de Rondehoeppolder                | 440        | 1229             | 1190           | Locatie in de gemeente |
| BU04370007    | Verspreide huizen in de Duivendrechtsche polder        | 70         | 428              | 419            | Locatie in de gemeente |
| BU04370008    | Verspreide huizen in de Bullewijker polder             | 90         | 362              | 282            | Locatie in de gemeente |
| BU04370009    | Verspreide huizen langs De Bullewijk en De Holendrecht | 160        | 86               | 76             | Locatie in de gemeente |